# Eino Saari
Eino Armas Saari, född 7 oktober 1894 i Åbo, död 13 april 1971 i Helsingfors, var en finländsk skogsforskare och politiker.
Saari avlade filosofie doktorsexamen 1923. Han var 1925–1963 professor i forstpolitik, sedermera skogsekonomi vid Helsingfors universitet och kansler vid Tammerfors universitet 1954–1969. Han ledde 1927 den första allmänna undersökningen av virkesförbrukningen i Finland och publicerade ett flertal forstvetenskapliga arbeten, som främst berörde skogsindustrins råvaruproblem. Efter andra världskriget representerade han i flera sammanhang Finland i FN:s livsmedels- och jordbruksorganisation FAO. 
Han var ordförande i Finska folkpartiet 1951–1958 och riksdagsman 1954–58 samt socialminister 1956–1957. 